# Синодальный извод церковнославянского языка
Синодальный, также новомосковский извод церковнославянского языка — наименование московской редакции (извода) церковнославянского языка среднего периода. В настоящее время используется в богослужении Русской и Сербской православной церковью. Возник в середине XVII века, в ходе книжной справы патриарха Никона.

## История
С развитием книгопечатания во второй половине XVI века возникает потребность в кодификации норм письменного языка.
В ходе церковно-языковой полемики в Речи Посполитой православных книжников с их католическими оппонентами последние утверждали, что приверженность православных славян церковнославянскому языку закрыла для них доступ к достижениям европейской науки и культуры. Ответом православных книжников было провозглашение церковнославянского языка аналогом латыни у славян, что придавало ему статус классического языка церкви. Для этого необходимо было разработать стандарт церковнославянского языка, поэтому и были созданы и изданы грамматики и словари для него, в том числе наиболее известная «Ґрамма́тіки славе́нскiѧ пра́вилноє сѵ́нтаґма» Мелетия Смотрицкого (первое издание — в 1619 году).
Новое исправление богослужебных книг на основе украинско-белорусского извода осуществлялась в Русском (Московском) царстве при поддержке патриарха Никона.
В старообрядной традиции в употреблении остался старомосковский извод церковнославянского языка, а в патриаршей церкви сложился иной извод, называемый синодальным или новоцерковнославянским. Он возник из соединения украинско-белорусских норм с московскими, в отдельных случаях сверенных по греческим образцам. Во второй половине XVII века так были исправлены основные богослужебные книги — Служебник, Требник, Триоди, Минеи, а в XVIII веке исправляется и весь текст Библии, результатом чего явилось издание в 1751 году так называемой Елизаветинской Библии, остающейся в употреблении и поныне. Впоследствии все издания на территории Российской империи предписывается осуществлять по сверенным московским образцам, в результате чего украинский извод остается в употреблении только в грекокатолической церкви в Галиции и Закарпатье, вне пределов юрисдикции Московского патриарха. Тогда же синодальный извод распространяется и среди южных славян и валахов, где из-за османского владычества церковнославянская литература находилась в упадке.